# День Галактической сантисекунды
День Галактической сантисекунды или День Галактического тика (англ. Galactic Tick Day) — символические даты, которые отмечают движение Солнечной системы вокруг центра галактики Млечный Путь.
День Галактического тика происходит с регулярным интервалом в 1,7361 года или 633,7 дня. Интервал выводится из одной сантисекунды галактического года, что составляет примерно 225-миллионную долю путешествия Солнечной системы вокруг Галактического центра. Один галактический тик составляет всего около 0,00000077 процента (1/[360 × 60 × 60 × 100]) полного галактического года.

## Привязка к календарю
День Галактического Тика был рассчитан задним числом, его отсчет было принято вести со дня, когда Ганс Липперсгей подал первый патент на телескоп 2 октября 1608 года. Впервые он отмечался 29 сентября 2016 года, в 235-й День Галактического Тика. Ниже приведен их список в привязке к календарю:
| GTD № | Календарная дата |        |
| ----- | ---------------- | ------ |
| 1     | 2 Октября 1608   | [ 10 ] |
| 235   | 29 Сентября 2016 | [ 10 ] |
| 236   | 26 Июня 2018     | [ 10 ] |
| 237   | 21 Марта 2020    | [ 10 ] |
| 238   | 15 Декабря 2021  | [ 10 ] |
| 239   | 10 Сентября 2023 | [ 10 ] |
| 240   | 5 Июня 2025      | [ 10 ] |
| 241   | 1 Марта 2027     | [ 10 ] |
| 242   | 24 Ноября 2028   | [ 10 ] |
| 243   | 20 Августа 2030  | [ 10 ] |